# ГЕС Сеймерре
ГЕС Сеймерре — гідроелектростанція на південному заході Ірану. Знаходячись перед ГЕС Керхе, становить верхній ступінь каскаду у сточищі річки Керхе, яка впадає до болота Hoor Al-azim на лівобережжі Тигру (басейн Перської затоки).
У межах проєкту річку Seimare (правий витік Керхе) перекрили бетонною арковою греблею заввишки 180 метрів, завдовжки 202 метри та завширшки від 6 (по гребеню) до 28 (по основі) метрів, яка потребувала 550 тис. м3 матеріалу. На час будівництва воду відвели за допомогою двох тунелів довжиною 0,47 км та 0,4 км із діаметрами 10,5 метра та 8,3 метра відповідно. Гребля утворила витягнуте на 40 км водосховище з площею поверхні 69,5 км2 та об'ємом 3,2 млрд м3.
Зі сховища під лівобережним гірським масивом прокладено дериваційний тунель довжиною 1,5 км із діаметром 11 метрів, який переходить у три напірні водоводи довжиною по 0,17 км з діаметром 5,7 метра. Вони подають ресурс до машинного залу, обладнаного трьома турбінами типу Френсіс потужністю по 160 МВт, які використовують напір у 114 метрів та забезпечують виробництво 843 млн кВт·год електроенергії на рік.